# Edward Lyttelton
Edward Lyttelton (23 luglio 1855 – 26 gennaio 1942) è stato un calciatore inglese, di ruolo difensore.

## Carriera

### Nazionale
Ha collezionato una presenza con la propria Nazionale.

## Statistiche

### Cronologia presenze e reti in Nazionale
| Cronologia completa delle presenze e delle reti in nazionale ― Inghilterra | Cronologia completa delle presenze e delle reti in nazionale ― Inghilterra | Cronologia completa delle presenze e delle reti in nazionale ― Inghilterra | Cronologia completa delle presenze e delle reti in nazionale ― Inghilterra | Cronologia completa delle presenze e delle reti in nazionale ― Inghilterra | Cronologia completa delle presenze e delle reti in nazionale ― Inghilterra | Cronologia completa delle presenze e delle reti in nazionale ― Inghilterra | Cronologia completa delle presenze e delle reti in nazionale ― Inghilterra |
| Data                                                                       | Città                                                                      | In casa                                                                    | Risultato                                                                  | Ospiti                                                                     | Competizione                                                               | Reti                                                                       | Note                                                                       |
| -------------------------------------------------------------------------- | -------------------------------------------------------------------------- | -------------------------------------------------------------------------- | -------------------------------------------------------------------------- | -------------------------------------------------------------------------- | -------------------------------------------------------------------------- | -------------------------------------------------------------------------- | -------------------------------------------------------------------------- |
| 2-3-1878                                                                   | Glasgow                                                                    | Scozia                                                                     | 7 – 2                                                                      | Inghilterra                                                                | Amichevole                                                                 | -                                                                          |                                                                            |
| Totale                                                                     |                                                                            | Presenze                                                                   | 1                                                                          |                                                                            | Reti                                                                       | 0                                                                          |                                                                            |

## Ascendenza
|                                         |                                   |                                       | Genitori                          |  |  | Nonni |  |  | Bisnonni                              |  |  | Trisnonni                          |  |
|                                         |                                   |                                       |                                   |  |  |       |  |  | William Lyttelton, I barone Lyttelton |  |  | sir Thomas Lyttelton, IV baronetto |  |
|                                         |                                   |                                       |                                   |  |  |       |  |  | William Lyttelton, I barone Lyttelton |  |  | sir Thomas Lyttelton, IV baronetto |  |
|                                         |                                   | Christian Temple                      |                                   |  |  |       |  |  | William Lyttelton, I barone Lyttelton |  |  |                                    |  |
| William Lyttelton, III barone Lyttelton |                                   |                                       |                                   |  |  |       |  |  | William Lyttelton, I barone Lyttelton |  |  |                                    |  |
|                                         |                                   | Caroline Bristow                      | John Bristow                      |  |  |       |  |  |                                       |  |  |                                    |  |
|                                         |                                   | Caroline Bristow                      | John Bristow                      |  |  |       |  |  |                                       |  |  |                                    |  |
|                                         |                                   | Caroline Bristow                      | Anne Judith Foisin                |  |  |       |  |  |                                       |  |  |                                    |  |
| George Lyttelton, IV barone Lyttelton   |                                   | Caroline Bristow                      |                                   |  |  |       |  |  |                                       |  |  |                                    |  |
|                                         |                                   | George Spencer, II conte Spencer      | John Spencer, I conte Spencer     |  |  |       |  |  |                                       |  |  |                                    |  |
|                                         |                                   | George Spencer, II conte Spencer      | John Spencer, I conte Spencer     |  |  |       |  |  |                                       |  |  |                                    |  |
|                                         |                                   | George Spencer, II conte Spencer      | Margaret Poyntz                   |  |  |       |  |  |                                       |  |  |                                    |  |
| lady Sarah Spencer                      |                                   | George Spencer, II conte Spencer      |                                   |  |  |       |  |  |                                       |  |  |                                    |  |
|                                         |                                   | lady Lavinia Bingham                  | Charles Bingham, I conte di Lucan |  |  |       |  |  |                                       |  |  |                                    |  |
|                                         |                                   | lady Lavinia Bingham                  | Charles Bingham, I conte di Lucan |  |  |       |  |  |                                       |  |  |                                    |  |
|                                         |                                   | lady Lavinia Bingham                  | Margaret Smith                    |  |  |       |  |  |                                       |  |  |                                    |  |
| hon. Edward Lyttelton                   |                                   | lady Lavinia Bingham                  |                                   |  |  |       |  |  |                                       |  |  |                                    |  |
|                                         | sir Stephen Glynne, VII baronetto | sir John Glynne, VI baronetto         |                                   |  |  |       |  |  |                                       |  |  |                                    |  |
|                                         | sir Stephen Glynne, VII baronetto | sir John Glynne, VI baronetto         |                                   |  |  |       |  |  |                                       |  |  |                                    |  |
|                                         | sir Stephen Glynne, VII baronetto | Honora Conway                         |                                   |  |  |       |  |  |                                       |  |  |                                    |  |
| sir Stephen Glynne, VIII baronetto      | sir Stephen Glynne, VII baronetto |                                       |                                   |  |  |       |  |  |                                       |  |  |                                    |  |
|                                         |                                   | Mary Bennett                          | Richard Bennett                   |  |  |       |  |  |                                       |  |  |                                    |  |
|                                         |                                   | Mary Bennett                          | Richard Bennett                   |  |  |       |  |  |                                       |  |  |                                    |  |
|                                         |                                   | Mary Bennett                          | …                                 |  |  |       |  |  |                                       |  |  |                                    |  |
| Mary Glynne                             |                                   | Mary Bennett                          |                                   |  |  |       |  |  |                                       |  |  |                                    |  |
|                                         |                                   | Richard Griffin, II barone Braybrooke | Richard Neville Aldworth Neville  |  |  |       |  |  |                                       |  |  |                                    |  |
|                                         |                                   | Richard Griffin, II barone Braybrooke | Richard Neville Aldworth Neville  |  |  |       |  |  |                                       |  |  |                                    |  |
|                                         |                                   | Richard Griffin, II barone Braybrooke | Magdalen Calendrini               |  |  |       |  |  |                                       |  |  |                                    |  |
| hon. Mary Griffin                       |                                   | Richard Griffin, II barone Braybrooke |                                   |  |  |       |  |  |                                       |  |  |                                    |  |
|                                         |                                   | Catherine Grenville                   | lord George Grenville             |  |  |       |  |  |                                       |  |  |                                    |  |
|                                         |                                   | Catherine Grenville                   | lord George Grenville             |  |  |       |  |  |                                       |  |  |                                    |  |
|                                         |                                   | Catherine Grenville                   | Elizabeth Wyndham                 |  |  |       |  |  |                                       |  |  |                                    |  |
|                                         |                                   | Catherine Grenville                   |                                   |  |  |       |  |  |                                       |  |  |                                    |  |